# 카스페르 텡스테트
카스페르 텡스테트(덴마크어: Casper Tengstedt, 2000년 6월 1일 ~ )는 덴마크의 축구 선수이다. 그의 포지션은 윙어 또는 공격수로, 현재 포르투갈 프리메이라리가의 벤피카에서 활약하고 있다.

## 사생활
그의 아버지는 축구 선수로 활약한 토마스 텡스테트이다.

## 클럽 경력
비보르 쇤데르마르켄과 비보르 FF에서 활약한 후, 2015년 FC 미트윌란으로 이적하였다. 그는 2017년 11월에 3년 연장 계약을 맺었다.
2019년 9월, 그는 독일의 1. FC 뉘른베르크 II로 임대되었다. 2020년 8월, 그는 AC 호르센스로 임대되었다. 2021년 6월, 텡스테트는 AC 호르센스에 완전 영입 되었다. 2022년 8월 1일, 텡스테트는 노르웨이의 로센보르그로 이적하였다.
로센보르그 소속으로 14번의 리그 경기에서 15골 7도움을 기록한 후, 텡스테트는 2023년 1월에 포르투갈의 벤피카로 이적하여 2028년까지 계약을 맺었다.

## 국가대표팀 경력
그는 덴마크 U-17, U-19, 그리고 U-21 국가대표팀 일원으로 활약하였다.